# Miłomłyn
Miłomłyn (Liebemühl på tyska), är en stad i länet (powiat) Ostródzki, Ermland-Masuriens vojvodskap i Polen, där det 2004 bodde 2 256 personer. Sevärdheter är Sankt Bartolomeus-kyrkan och kanalen Elbląg.